# 2010
سنة 2010 م هي السنة في التقويم الميلادي، بدأت يوم جمعة.

## أحداث

### يناير

برج خليفة

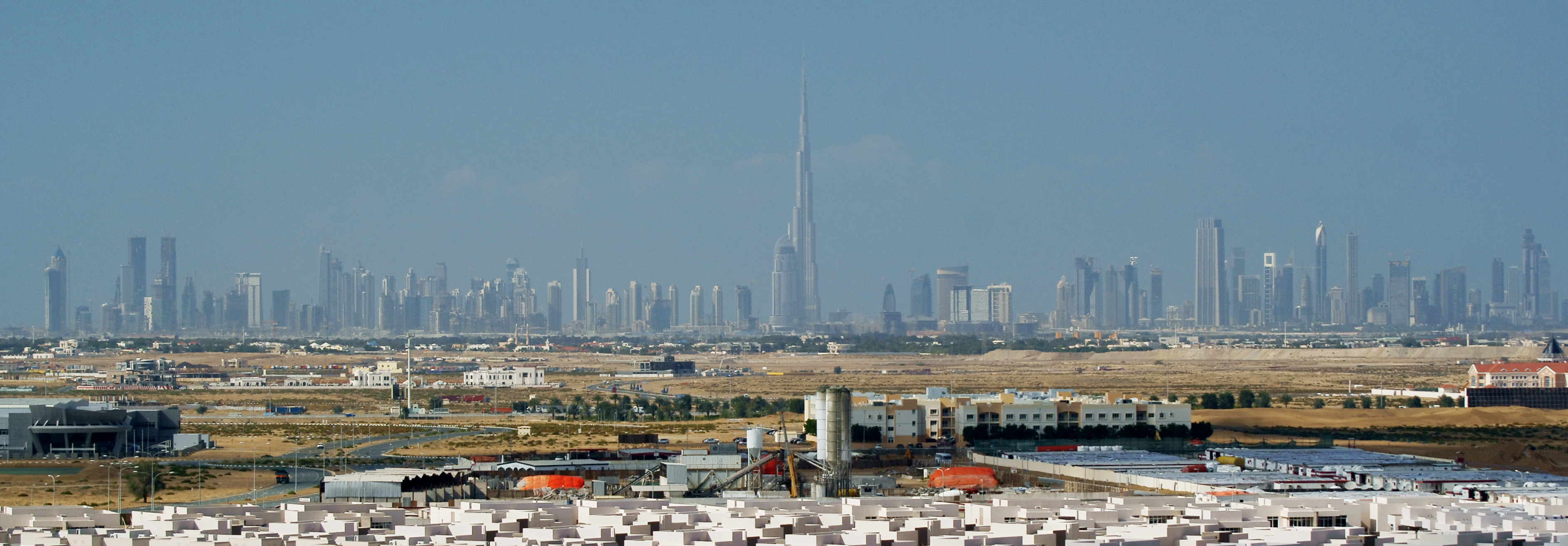
برج خليفة أضخم وأطول بناء شيده الإنسان

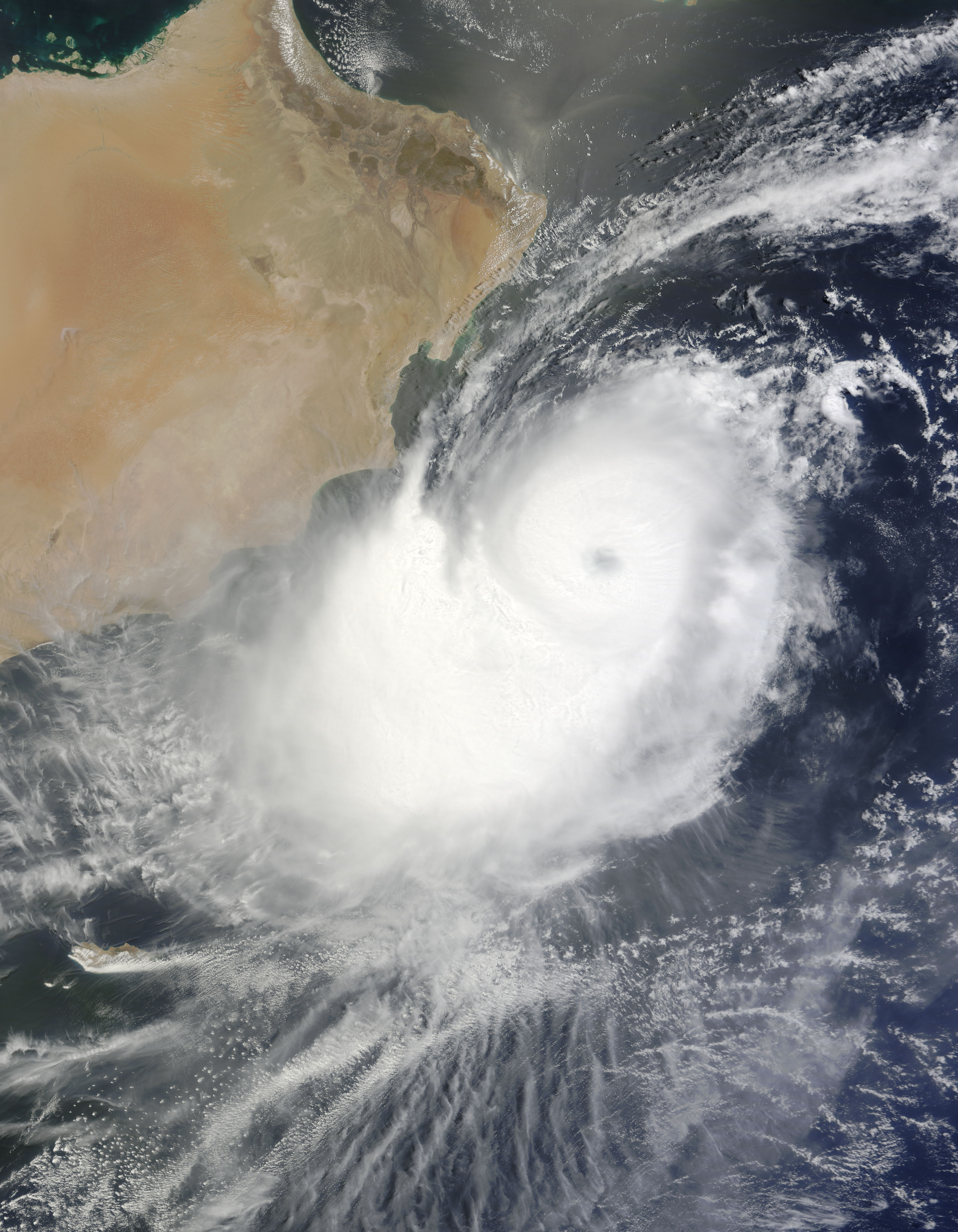
إعصار فيت بسرعة رياح 125 ميل/س (200 كم/س)

- 4 يناير - الافتتاح الرسمي لبرج خليفة كأطول برج شيده الانسان في العالم في إمارة دبي
- 8 يناير - تعرض حافلة منتخب توجو لكرة القدم لهجمة في أنغولا، انسحب على إثرها من كأس الأمم الأفريقية 2010.[1]
- 10 يناير - انطلاق بطولة كأس الأمم الأفريقية لكرة القدم 2010 في أنغولا.
- 12 يناير - اغتيال العالم النووي الإيراني مسعود محمدي بانفجار استهدف منزله.
- 15 يناير - حدوث كسوف الشمس الحلقي.[2]

### مارس
- 26 مارس - فرقيطة البحرية الكورية الجنوبية تشونان تغرق قبالة الساحل الغربي للبلاد، ما أدى لمقتل 46 ممن كانوا على متنها. وتحقيق مستقل يشير بأصابع الاتهام إلى كوريا الشمالية التي نفت الاتهامات بإغراق الفرقيطة.

### أبريل
- 10 أبريل - تحطم طائرة توبوليف تو 154 تقل الرئيس البولندي ليخ كاتشينسكي أسفر عن مقتل جميع من كان على متنها.
- 14 أبريل - بدء ثوران بركان إيافيالايوكل الذي أدى إلى تعطيل الحركة الجوية في أوروبا.

### مايو
- 2 مايو - الشرطة الأمريكية تفشل محاول تفجير سيارة مفخخة بساحة التايمز سكوير بمدينة نيويورك.[3]
- 12 مايو - تحطم طائرة إيرباص إيه 330 جديدة تابعة للخطوط الأفريقية الليبية في طرابلس آتية من جوهانسبورغ ومقتل 103 شخص لم ينج منه إلا طفل هولندي في الثامنة من عمره.[4]
- 31 مايو - البحرية الإسرائيلية تعترض أسطول الحرية المتجه لقطاع غزة وتقتل حوالي 19 ناشط سلام.[5]

### يونيو
- 5 يونيو - إعصار فيت يضرب سواحل سلطنة عمان.
- 11 يونيو - بطولة كأس العالم لكرة القدم 2010 في جنوب أفريقيا.
- 24 يونيو - أعلن ستيف جوبز عن إصدار الجيل الرابع من الآي فون في مؤتمر المطورين العالمي في قاعة مركز موسكون في سان فرانسيسكو.

### يوليو
- 11 يوليو نهاية كأس العالم 2010 بفوز منتخب إسبانيا على منتخب هولندا «1-0».
- 15 يوليو - وقوع تفجيرين انتحاريين في المسجد الجامع بمدينة زاهدان الإيرانية استهدفا المتعبدين الشيعة المجتمعين خلال الاحتفال بمولد الإمام الحسين وأخيه العباس ما أسفر عن مقتل 27 شخصا و169 جريحا.
- 25 يوليو - موقع الويب ويكيليكس ينشر 91,731 وثيقة داخلية خاصة بجيش الولايات المتحدة أغلبها سرية تتعلق بالحرب في أفغانستان.
- 27 يوليو - فيضانات تضرب باكستان وتخلف 15,000,000 متضرر.

### أغسطس
- 5 أغسطس - حادثة انهيار منجم كوبيابو تسفر عن احتجاز 33 عامل على عمق حوالي 700 متر تحت الأرض.

### أكتوبر
- 1 أكتوبر محاولة انقلاب فاشلة ضد الرئيس الإكوادوري رفاييل كوريا قام بها عناصر من الشرطة

### نوفمبر
- 29 نوفمبر - اغتيال مجيد شهرياري فيزيائي وعالم فيزياء نووي إيراني بواسطة قنبلة لاصقة علی سيارته.
- إقامة انتخابات مجلس الشعب المصري ومقاطعة أغلب الأحزاب لها

### ديسمبر
- 14 ديسمبر - تفجيران انتحاريان في مدينة تشابهار الإيرانية من قبل اثنين من الانتحاريين الذين فجّرا أنفسهما في موكب حداد شيعي مزدحم ما أسفرا عن مقتل 32 وجرح 95 شخصا.
- 17 ديسمبر - اندلاع الثورة التونسية ضد الحكومة تضامن الشعب مع الشاب محمد البوعزيزي الذي قام بإضرام النار في جسده تعبيرًا عن غضبه على بطالته.

## وفيات 2010

### يناير

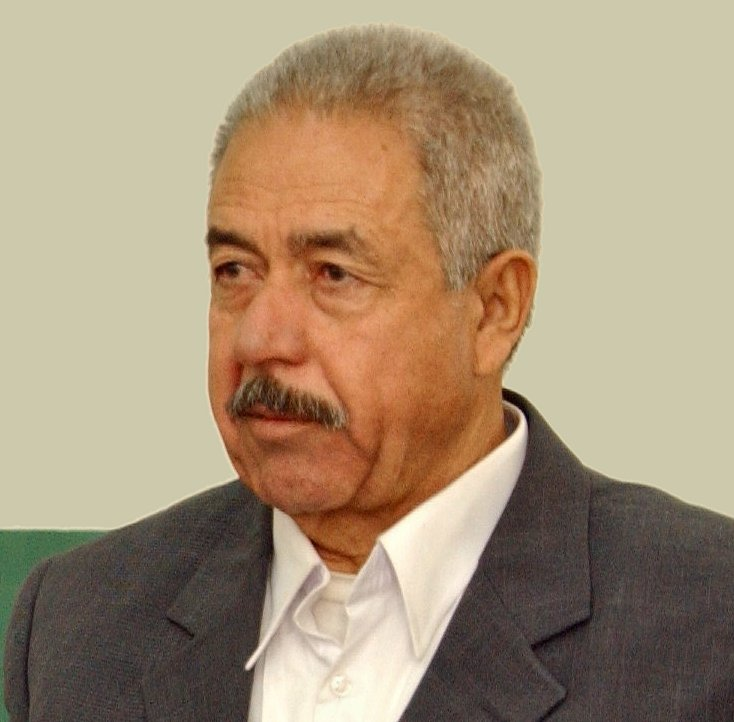
علي حسن المجيد

- 3 يناير -  ماري دالي, كاتِبة وفيلسوفة أمريكية.
- 4 يناير -  يوهان فيريي, رئيس دولة سورينام.
- 4 يناير -  روبرتو سانشيز, مغني وممثل أرجنتيني.
- 8 يناير -  محمود شكري, الرئيس الأسبق للمكتب الإداري للإخوان المسلمين بالإسكندرية.
- 8 يناير -  آرثر كلوكي, صانع رسوم متحركة أمريكي.
- 8 يناير -  بييرو دي برناردي, كاتب سيناريو إيطالي.
- 8 يناير -  إيوغيني كاين, مؤلفة وصحفية وكاتِبة نمساوية.
- 11 يناير -  إيريك رومر, مخرج أفلام صحفي وكاتب فرنسي.
- 12 يناير -  هادي عنابي, سياسي تونسي شغل منصب الممثل الخاص للأمين العام للأمم المتحدة في هايتي.
- 13 يناير -  خليفة التليسي, مؤرخ ومترجم ليبي.
- 13 يناير -  إيسامو تانوناكا, مؤدي أصوات ياباني.
- 13 يناير -  بيل موس, سائق فورمولا-1 بريطاني.
- 13 يناير -  تدي بندرجراس, مغني، وموسيقي، ومغن مؤلف، أمريكي.
- 17 يناير -  دايسكي غوري, مؤدي أصوات ياباني.
- 25 يناير -  علي حسن المجيد, سياسي عراقي، ابن عم الرئيس العراقي الراحل صدام حسين. ويُلقب بـ علي الكيماوي.
- 30 يناير -  عز الدين إبراهيم, مدير جامعة الإمارات.

### فبراير
- 1 فبراير -  عز الدين العراقي, رئيس وزراء المغرب.
- 7 فبراير -  فيصل علوي، فنان يمني.
- 8 فبراير -  هاني الروماني، مخرج وممثل سوري.
- 13 فبراير -  عامر خماش، سياسي أردني.
- 24 فبراير -  مبارك بن محمد بن خليفة آل نهيان، الابن الثاني للشيخ محمد بن خليفة بن زايد آل نهيان.
- 25 فبراير -  علي تونسي، المدير العام للأمن الوطني في الجزائر.
- 26 فبراير -  غاي إيتون، كاتب ومؤرخ بريطاني مسلم.

### مارس

محمد سيد طنطاوي

- 9 مارس -  دافيد قمحي, جاسوس إسرائلي.
- 10 مارس -  محمد سيد طنطاوي، شيخ الأزهر.
- 11 مارس -  فؤاد حسن زكريا, أكاديمي وأستاذ جامعي مصري متخصص في الفلسفة.
- 25 مارس -  أحمد بن زايد آل نهيان.

### أبريل
- 10 أبريل -  ليخ كاتشينسكي, رئيس بولندا (قضى مع زوجته و95 راكبًا بتحطم طائرته الرئاسية في روسيا).
- 22 أبريل -  فيحان العربيد, ممثل كويتي.
- 23 أبريل -  فؤاد صادق مفتي, دبلوماسي وسفير سعودي.
- 29 أبريل -  هاشم علم الدين, سياسي لبناني.
- 29 أبريل -  كمال الحلو, ممثل لبناني.

### مايو
- 2 مايو -  موشيه هيرش، حاخام يهودي فلسطيني زعيم حركة ناطوري كارتا المعارضة للحركة الصهيونية.
- 3 مايو -  محمد عابد الجابري, مفكر وفيلسوف مغربي.
- 4 مايو -  محمود السعدني, صحفي وكاتب مصري ساخر والشقيق الأكبر للفنان صلاح السعدني
- 5 مايو -  عمر يارادوا, رئيس نيجيريا.
- 15 مايو -  محمد أحمد الرشيد (سياسي كويتي),
- 18 مايو -  عبد الله فرغلي, ممثل مصري.
- 28 مايو -  أسامة أنور عكاشة, مؤلف وسينارست مصري.
- 29 مايو -  دينيس هوبر, ممثل ومخرج أمريكي.

### يونيو
- 7 يونيو -  وهبي البوري, سياسي وأديب ومؤرخ ليبي.
- 17 يونيو -  عبد العزيز الحماد, ممثل وفنان تشكيلي سعودي.
- 18 يونيو -  محمد حمزة, شاعر غنائي مصري.
- 18 يونيو -  جوزيه ساراماجو, كاتب برتغالي حاصل على جائزة نوبل في الأدب عام 1998.
- 18 يونيو -  مارسيل بيجار, عسكري فرنسي.
- 19 يونيو -  مانوت بول, لاعب كرة سلة سوداني.
- 20 يونيو -  عبد الملك ريغي, زعيم جماعة جند الله المتمردة على الحكومة الإيرانية.
- 23 يونيو -  محمد مزالي, رئيس وزراء تونس.
- 26 يونيو -  علي بن مديش بجوي, قاضي سعودي.
- 28 يونيو -  محمد عفيفي مطر, شاعر مصري.
- 28 يونيو -  روبرت بيرد, سيناتور أمريكي.
- 29 يونيو -  نبيلة النابلسي, ممثلة سورية.
- 30 يونيو -  نظيم شعراوي, ممثل مصري.

### يوليو
- 2 يوليو -  رباب، مغنية عراقية.
- 3 يوليو -  محمد داود عودة، قائد في منظمة أيلول الأسود.
- 4 يوليو -  محمد حسين فضل الله، مرجع دين شيعي لبناني.
- 5 يوليو -  نصر حامد أبو زيد، مفكر مصري.
- 21 يوليو -  حسين علي محمد، أديب وناقد وباحث مصري.
- 25 يوليو -  كامل الأسعد، سياسي لبناني.

### أغسطس
- 1 أغسطس -  لوليتا ليبرون, ثائرة وناشطة قومية بورتوريكية.
- 6 أغسطس -  توني جدت, أستاذ جامعي ومؤرخ بريطاني.
- 8 أغسطس -  أحمد البغدادي, مفكر وأكاديمي كويتي.
- 11 أغسطس -  سميحة توفيق, مثلة مصرية.
- 12 أغسطس -  الطاهر وطار, كاتب جزائري.
- 14 أغسطس -  أحمد السقاف, شاعر وأديب كويتي.
- 15 أغسطس -  فؤاد أحمد, ممثل مصري.
- 15 أغسطس -  غازي القصيبي, كاتب وشاعر سياسي سعودي.
- 17 أغسطس -  فرانشيسكو كوسيغا, رئيس إيطاليا.
- 19 أغسطس -  أمين الهندي, سياسي وعسكري فلسطيني.
- 21 أغسطس -  لخضر بن طوبال, سياسي جزائري.
- 24 أغسطس -  ساتوشي كون, مخرج ياباني.
- 26 أغسطس -  جابر بن سلمان مدخلي، عالم دين سعودي.
- 30 أغسطس -  فرانشيسكو فارايو, لاعب كرة قدم أرجنتيني.

### سبتمبر
- 4 سبتمبر -  محيي الدين اللباد, رسام وفنان تشكيلي مصري.
- 8 سبتمبر -  يسرائيل طال, عسكري إسرائيلي.
- 11 سبتمبر -  محمد فتحي عثمان, مفكر إسلامي مصري.
- 14 سبتمبر -  محمد أركون, مفكر وباحث أكاديمي ومؤرخ جزائري.
- 15 سبتمبر -  عدلي رزق الله, فنان تشكيلي مصري.
- 17 سبتمبر -  إياد شلباية, قيادي في كتائب عز الدين القسام.
- 24 سبتمبر -  غينادي ياناييف, سياسي روسي قاد الانقلاب الفاشل على ميخائيل غورباتشوف.
- 25 سبتمبر -  صلاح السقا, مخرج مسرحي مصري.
- 26 سبتمبر -  عبد الصبور شاهين, مفكر إسلامي مصري.
- 27 سبتمبر -  أحمد ماهر, وزير خارجية مصري.
- 29 سبتمبر -  توني كيرتيس, ممثل أمريكي.
- 29 سبتمبر -   جورج تشارباك, عالم فيزياء فرنسي / بولندي حاصل على جائزة نوبل في الفيزياء عام 1992.

### أكتوبر

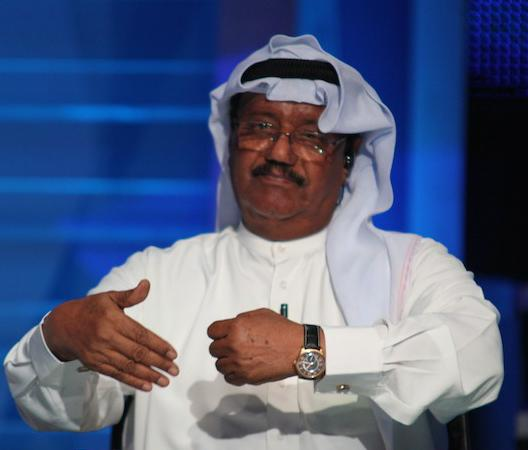
غانم الصالح

- 4 أكتوبر -  نورمان ويزدوم, ممثل بريطاني.
- 7 أكتوبر -  محمد مساعد الصالح, محامي وكاتب كويتي.
- 9 أكتوبر -  موريس آلياس, اقتصادي فرنسي حاصل على جائزة نوبل في العلوم الاقتصادية عام 1988.
- 14 أكتوبر -  بنوا ماندلبرو, عالم رياضيات فرنسي/أمريكي.
- 15 أكتوبر -  مصطفى التريكي, الشيخ رجل دين مسلم ليبي.
- 19 أكتوبر  غانم الصالح ممثل كويتي.
- 27 أكتوبر -  الشيخ صقر بن محمد القاسمي حاكم رأس الخيمة.
- 27 أكتوبر -  نيستور كيرشنير, رئيس الأرجنتين.
- 30 أكتوبر -  ناتشي نوزاوا, ممثل ياباني.

### نوفمبر
- 3 نوفمبر -  فيكتور تشيرنوميردين, سياسي ودبلوماسي من روسيا.
- 4 نوفمبر -  الطاهر شريعة, مخرج سينمائي تونسي.
- 8 نوفمبر -  محمد عبده يماني, وزير إعلام سعودي.
- 12 نوفمبر -  عبد الرحمن الجيلالي, فقيه ومفكر جزائري.
- 16 نوفمبر -  بريتون تشانس, أكاديمي أمريكي.
- 13 نوفمبر -  آلن سانديغ, عالم فلك أمريكي
- 14 نوفمبر -  يوسف درويش, ممثل كويتي.
- 15 نوفمبر -  إدمون عمران المالح, كاتب ومفكر يهودي مغربي.
- 15 نوفمبر -  محمد نمر الخطيب, عالم فلسطيني مُسلم.
- 16 نوفمبر -  كمال الشاذلي, سياسي مصري.
- 16 نوفمبر -  إدريس الشيخي, شاعر ليبي.
- 18 نوفمبر -  إبراهام السرفاتي, مهندس وسياسي يهودي مغربي.
- 18 نوفمبر -  برايان مارسدن, عالم فلك بريطاني.
- 19 نوفمبر -  عبد العزيز الدوري, مؤرخ عراقي.
- 22 نوفمبر -  مصطفى السلاب, سياسي ورجل أعمال مصري.
- 22 نوفمبر -  ياسين أرناؤوط, ممثل سوري.
- 28 نوفمبر -  فلاديمير ماسلاتشينكو, لاعب كرة قدم سوفيتي.
- 28 نوفمبر -  ليسلي نيلسن, ممثل كندي-أمريكي.
- 28 نوفمبر -  صامويل كوهين, عالم فيزياء أمريكي.
- 29 نوفمبر -  ماريو مونيتشيلي, مخرج إيطالي.

### ديسمبر
- 1 ديسمبر -  مطاوع عويس, ممثل مصري.

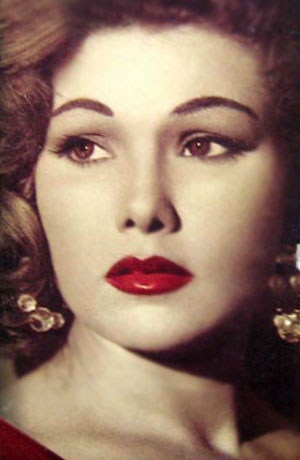
برلنتي عبد الحميد

- 1 ديسمبر -  والتر برسي غاردنر, عسكري بريطاني ووالد الأميرة منى الحسين.
- 1 ديسمبر -  برلنتي عبد الحميد, ممثلة سنيمائية مصرية
- 2 ديسمبر -  ميشيل جيوردانو, كاهن كاثوليكي إيطالي.
- 3 ديسمبر -  خوسيه راموس دلغادو, لاعب كرة قدم أرجنتيني.
- 9 ديسمبر -  جيمس مودي, عازف ساكسفون وملحن أمريكي.
- 10 ديسمبر -  جون فين, عالم كيمياء أمريكي. (جائزة نوبل في الكيمياء لسنة 2002).
- 12 ديسمبر -  ويليام تومسون, سياسي بريطاني.
- 13 ديسمبر -  ريتشارد هولبروك, دبلوماسي ورئيس تحرير مجلة أمريكي.
- 14 ديسمبر -  نيفا باترسون, ممثلة أمريكية.
- 15 ديسمبر -  بليك إدواردز, مخرج وكاتب سيناريو ومنتج أمريكي.
- 17 ديسمبر -  رالف كوتس, لاعب كرة قدم بريطاني.
- 17 ديسمبر -  يحيى سعادة, مخرج لبناني.
- 19 ديسمبر -  ترودي بيتس, عازفة جاز وعازفة بيانو أمريكية.
- 19 ديسمبر -  نوح القضاة, مفتي المملكة الأردنية.
- 19 ديسمبر -  أحمد مختار, عسكري وسياسي مصري.
- 21 ديسمبر -  إنزو بيرزوت, لاعب ومدرب كرة قدم إيطالي.
- 25 ديسمبر -  كارلوس أندريس بيريز, رئيس سابق لفنزويلا.

## جوائز عالمية

### جائزة نوبل
- في الفيزياء – مناصفة بين الهولندي أندري جيم والبريطاني الروسي كونستانتين نوفوسيلوف.
- في الكيمياء – الأمريكي ريتشارد هيك واليابانيان أي إيتشي نيجيشي وأكيرا سوزوكي.
- في الطب – البريطاني روبرت إدواردز.
- في الأدب – البيروفي ماريو بارغاس يوسا.
- في السلام – الصيني ليو شياو بو.
- في الاقتصاد – الأمريكيان بيتر دايموند وديل مورتنسن والبريطاني كريستوفر بيساريدس.

### جائزة الملك فيصل العالمية
- في خدمة الإسلام – الرئيس التركي رجب طيب أردوغان.
- في الدراسات الإسلامية – لم تمنح.
- في اللغة العربية والأدب – مناصفة بين الجزائري عبد الرحمن الهواري الحاج صالح واللبناني رمزي منير بعلبكي.
- في الطب – مناصفة بين الألماني رينولد جانز[الألمانية] والكنديان جين بيير بليتير[الألمانية] وجوان مارتل بليتير.
- في العلوم – مناصفة بين الأمريكي إنريكو بومبيري والأسترالي تيرنس تاو.